# Healy Trough
Der Healy Trough (deutsch: Healytrog) ist ein länglicher Talkessel im ostantarktischen Viktorialand. Er liegt mit südwest-nordöstlicher Ausrichtung im Osten der als Labyrinth bezeichneten Ebene im Wright Valley.
Das Advisory Committee on Antarctic Names benannte ihn 2004 nach dem neuseeländischen Geowissenschaftler Terry R. Healy (1943/44–2010) von der University of Waikato, der sich in den Jahren 1975 bis 1976 vor Ort mit der erdgeschichtlichen Entstehung des Labyrinths vor Ort beschäftigte.